# Robin Söderling
Robin Söderling (Tibro, 14. kolovoza 1984.) švedski je tenisač. Prvi je i jedini igrač koji je uspio pobijediti Rafela Nadala na Roland Garrosu 2009. godine. Iako je u finalu poražen od Rogera Federera, taj mu je nastup, uz finale istog turnira 2010., do sada najuspješniji na Grand Slamu.
Söderling je brz za svoju visinu (193 cm) te ima odličan servis i igru s osnovne crte. Gotovo podjednako dobro igra na svim podlogama. Rijetko izlazi na mrežu.
Prvi je turnir osvojio 2004. u Lyonu, pobijedivši u finalu Belgijanca Xaviera Malissea. Kasnija mu je karijera obilježena brojnim ozljedama.

## Vanjske poveznice
- Robin Söderling na stranici ATP-a